# Melisomimas metallica
Melisomimas metallica is een vlinder uit de familie van de Metarbelidae. De wetenschappelijke naam van de soort is voor het eerst gepubliceerd in 1914 door George Francis Hampson.
Deze soort komt voor in Sierra Leone en Nigeria.